# 藤井高雅
藤井 高雅（ふじい たかつね）は幕末の備中国吉備津宮祠官、国学者、歌人、海防論者。大坂湾防衛のため紀淡海峡を塞ぐ大暗礁の建設を唱え、各方面に働きかけたが、幕府と通じて詐欺を働いていると誤解され、尊王攘夷派に暗殺された。

## 生涯

### 堀家家時代
文政2年（1819年）3月18日寅上刻または3月19日、備中国賀陽郡宮内村（現・岡山県岡山市北区吉備津）に吉備津宮社家・堀家徳政の次男として生まれた。幼名は光治郎、名は謙。文政6年（1823年）父・徳政が死去し、母・喜智子と祖父・堀家広政に養育された。

### 高起時代
文政8年（1825年）冬、社家頭・藤井高豊が死去すると、その父・藤井高尚により養孫に指名された。
天保2年（1831年）、養子縁組して左衛門佐高之、間もなく高起と改名した。高豊の未亡人・美祢に養育されながら、同年以降祭礼で二之御案役、御掛盤役、祝詞役等を務めた。高尚に和歌、その高弟・業合大枝に国学、遠戚の山田方谷に漢詩を学び、萩原広道、東条義門と交流した。
天保6年（1835年）1月2日に元服し、同14日に高尚から社司・社家頭職を継承した。同年に堀家清幸、藤井重実、堀家政平、藤井重興と社殿御上葺修造を計画し、弘化2年（1845年）11月2日に上棟された。

### 高枝時代
天保11年（1840年）高尚が死去すると、高枝（）と改名し、高尚の松屋社中を継承して後松屋と号し、「五ヶ条扣」を制定して歌合を開催した。天保12年（1841年）、江戸に参府し、御祓箱を献上した。
弘化2年（1845年）8月3日、従五位下下総守に叙され、同6日に吉田家より神道裁許状を受領した。弘化3年（1846年）、讃岐国塩飽島と備前国下津井の漁場争いを調停した。

### 高雅時代
嘉永初年、『今昔物語集』「地蔵菩薩を念ずるに依りて主に殺さるる難を遁るる語」に見える大藤大夫（藤原文時）を先祖と称し、家号を大藤と定め、高雅（）と改名した。
この頃から海防論・砲術を研究し、安政元年（1854年）には江戸の堀家愛政、堀家愛衆、大坂の叔父・緒方洪庵を通じて黒船来航、日米和親条約等について情報を得た。2月8日、長崎から帰任途中の川路聖謨を迎え、日露和親条約交渉の模様について会話した。
8月頃、備中国湛井（総社市井尻野）での水争い、岡田藩領久代村（総社市久代）と岡山藩領の境界争いを調停した。9月、社家総代藤井継治と江戸に参府し、10月に青山幸哉邸で朱印改めを行った。

### 幽叟時代
文久元年（1861年）、社職を嫡子・大藤紀一郎に譲って幽叟と号したが、引き続き台所方として財政の立て直しを担当した。
文久2年（1862年）、生麦事件でイギリスの脅威が現実化する中、京都への物資輸送路として琵琶湖と鴨川を繋ぐ運河の開削を計画し、11月に上方へ上り、文久3年（1863年）1月に朝廷の許可を得、京と大津の間を往復した。
同時に大坂湾防衛のため、紀伊国加太・淡路国由良間に一部の通船口を残して異国船侵入を阻む大暗礁ないし海面埠頭の建設を計画し、文久3年（1863年）4月に山田方谷の紹介で江戸幕府老中・板倉勝静の公認を得て、大坂の鴻池屋、加島屋や堺、兵庫等の豪商から軍用金を募集した。5月、帰郷して岡山で牧野権六郎に会い、6月に淡路島と和歌山を遊説し、徳島藩・紀州藩に協力を求めた。7月、京都学習院で国事寄人の三条西季知、滋野井実在、錦小路頼徳等に計画を建白し、紀州藩士の岩橋轍輔、菊池海荘、浜口梧陵、阿波藩士・森国之助にも接触している。

### 暗殺

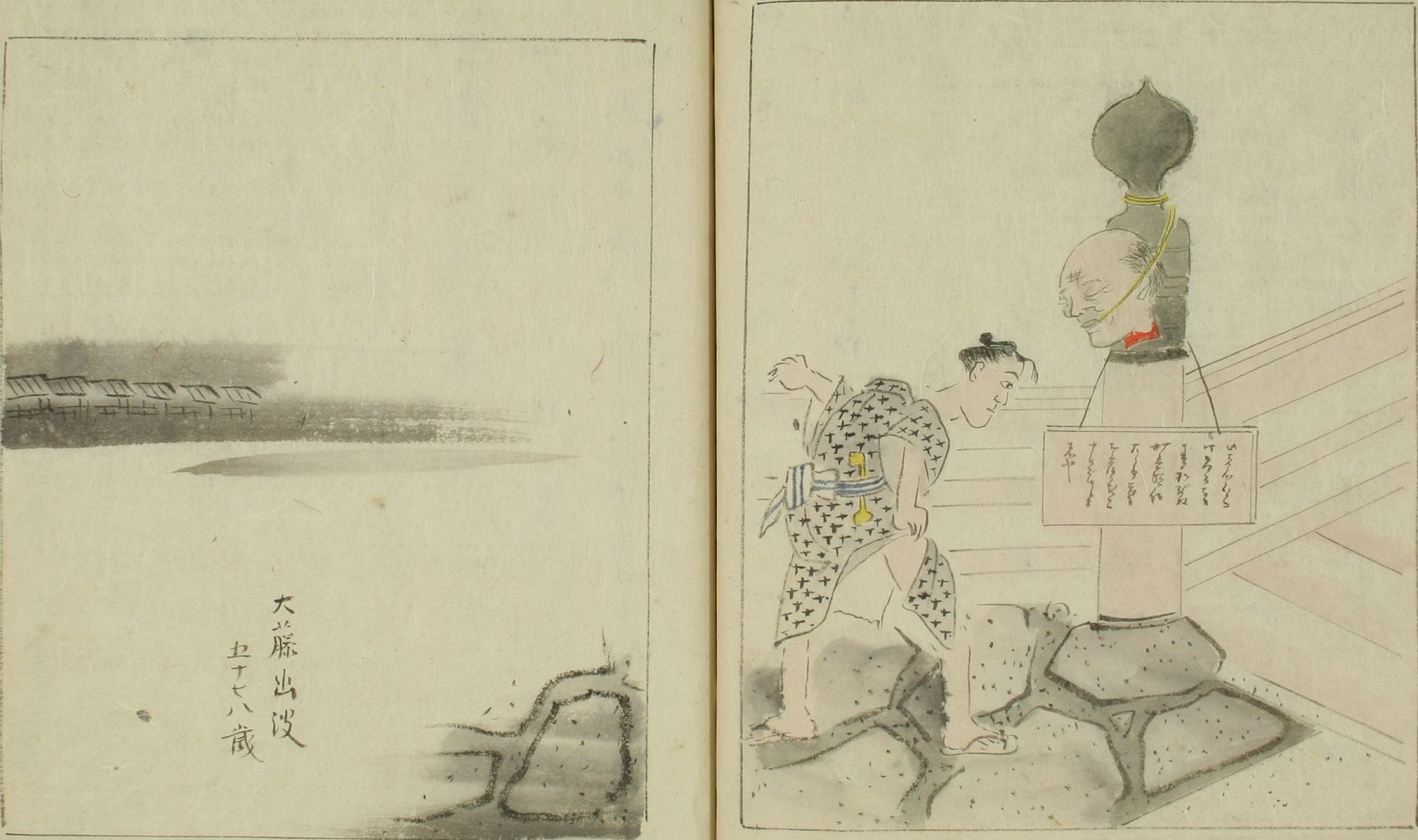
『風説都之錦』後編巻之ニ「大藤幽叟梟首之事并図」

京都で公武合体派と尊王攘夷派浪士が啀み合う中、幕閣と接触したことで尊攘派から敵視され、実現するつもりのない計画を騙って金銭を騙し取っていると誤解された。文久3年（1863年）6月28日、大坂の緒方拙斎方から上京し、緒方精哉の伝で室町通二条下ルの山田源兵衛方に家来・喜代蔵と滞在中の7月25日暮六つ時過ぎ、侍風の男2名が居間に押し入り、首を討ち取られた。
翌7月26日朝、三条大橋西詰に首が晒され、「この者、奸吏板倉周防（板倉勝静）・水野和泉（水野忠精）等に与し、その許状を受け、砲台築造を名とし、富家へ立ち入り、大金を貪り、その罪軽からず。よって天誅を加ふるものなり。」との板札が掛けられた。
喜代蔵は失踪し、遺族も上京を渋る中、事件の後処理は源兵衛が引き受け、首と胴体を合わせて橋東詰心光寺に仮埋葬し、明岳院大京幽叟居士の戒名を授けられた。
故郷では、実兄・堀家輔政が母・喜智の命で板倉山藤井家墓に産髪・臍の緒・抜け歯を仮埋葬し、上田及淵により宮道護目勝建胆大人（）の諡号を授けられた。7月30日、事件の巻き添えを恐れた吉備津宮から、前年冬以来無断で他国に滞在していた罪で除籍処分を下された。
昭和17年（1942年）7月25日、孫・三宅正太郎により心光寺に記念碑が建てられた。

## 著書
- 「清少納言枕冊子参考」（散佚）
養祖父高尚の遺稿『枕草紙新釈』の刊行を試みたものか[49]。
- 「狭衣物語釈」（散佚）[50]
- 「古今類語解」（散佚）[50]
- 「八代集類語解」（散佚）[50]
- 「満豆佐久宇米（まづさくうめ[51]）」（散佚）[50]
- 「助辞語格便覧」（散佚）[50]
- 「志多毛美地（したもみぢ[51]） 随筆初編」（散佚）[50]
- 「古今和歌集新釈 高尚大人遺稿・高雅先生補闕」
  - 高尚の遺稿の刊行を試みたもの[52]。明治44年（1911年）3月井上通泰刊[53]。
- 「類題吉備国歌集」[54]
高弟藤井尚澄が収集した和歌を嘉永3年（1850年）10月刊行したもの[55]。
- 「弁々卜抄」（散佚）
弘化2年（1845年）頃成立[13]。度会延経『弁卜抄』に書入れしたもの[56]。
- 「夜々の寝覚」（散佚）
嘉永3年（1850年）頃成立[23]。尊王攘夷論[57]・海防論を唱える[23]。
- 「吉備津名所図会稿本」
友人萩原広道の山陽道名所図会編纂に協力し、吉備中山・有木山・有木神社・青蓮寺・細谷川・賀陽国造等について資料をまとめたもの[57]。
- 「小松ノ落葉」
天保8年（1837年）養父高豊の遺歌を春夏秋冬恋雜の6巻に編集したもの[58]。岡山県立図書館所蔵[59]。
- 「藤井高雅自撰歌集」
堀家吉次郎家で発見され、藤井駿が命名した[60]。『藤井高雅』収録。
- 「高尚・高雅書入校合 湖月抄」
刊本『湖月抄』の高尚書入本を河内本で校合したもの[61]。
- 「高尚・高雅書入校合 土佐日記考証」[61]
- 「高尚・高雅書入 万葉新採百首」[61]
- 「後松屋旧蔵 骨董集」[61]
- 「詠史歌稿」（散佚）
井上通泰が所蔵していたが、関東大震災で失われた[60]。
- 「藤井高雅歌集」
岡山県和気高等女学校教諭藤本正一が編纂したもの[60]。『藤井高雅』収録。
- 「藤井高雅歌集拾遺」
藤井駿が「藤井高雅自撰歌集」「藤井高雅歌集」に漏れた和歌を編纂したもの[9]。『藤井高雅』収録。

## 門人
- 堀家正樹 - 社家組頭[62]。
- 藤井尚澄 - 社家[62]。
- 安原玉樹[62]
- 虫明善文 - 宮内の町医[63]。
- 堀家政足[63]
- 佐々木真弓 - 備前国倉敷の人[63]。
- 橋本本資 - 社家[63]。
- 橋本真琴 - 宮内の町医[63]。
- 堀家常定 - 社家[63]。
- 堀家常房 - 常定の子[63]。
- 堀家千代 - 常定の妻[63]。
- 藤井信平 - 社家[63]。
- 堀家登与 - 兄輔政の妻[63]。
- 橋本信秀 - 社家[63]。
- 藤井近道 - 社家[63]。
- 堀家是経 - 社家[64]。
- 藤井千広[64]
- 藤井高範[64]
- 藤井信彦[64]
- 藤井千百子[64]
- 賀陽直速 - 社家[64]。
- 藤井重門 - 権祢宜[64]。
- 長船貞常 - 備前国長船の人[64]。
- 祢屋光房 - 備中国窪木の人[64]。
- 大塚信正 - 足次山神社祠官[64]。
- 中原斐臣[64]
- 桜井柳子 - 播磨国明石の人[64]。
- 塚村暘谷 - 備中国鴨方の人[64]。

## 家族

### 実家
吉備国の土豪留玉臣命を始祖とし、堀家公政を家祖とする社家堀家光政家に属する。
- 父：堀家徳政 - 宮内村大庄屋中田重遠次男、堀家広政養子[4]。
- 母：喜智 - 足守藩士佐伯惟因長女[6]。1874年（明治7年）8月31日80歳で没[66]。
  - 叔父：緒方洪庵 - 喜智の弟[6]。
- 兄：堀家輔政[66]

### 養家
大中臣氏、藤原氏又は楽々森彦命を祖とする社家藤井高利家（三日市藤井氏）に属する。
- 養父：藤井高豊 - 藤井高尚の一人息子。文政8年（1825年）2月12日急逝[68]。
- 養母：美祢 - 備前国邑久郡車村河野伯淳娘[5]。天保12年（1841年）3月29日42歳で没[13]。
- 先妻：松野 - 高豊遺女[46]。文政4年（1821年）2月14日生[2]。弘化3年（1846年）10月3日紀一郎出産時に死去[46]。
  - 子：尚太郎 - 天保9年（1838年）7月22日夭折[13]。
  - 長男：大藤紀一郎 - 吉備津神社権祢宜、沼名前神社祢宜。1881年（明治14年）頃失踪[69]。
- 後妻：若枝 - 浅尾藩士池上五郎兵衛宗昌娘。安政2年（1855年）7月18日27歳で没[46]。
- 側妻：きぬ - 江口氏[69]。
  - 次男：大森卓 - 大門尋常小学校、福浜尋常高等小学校長[70]。
- 側妻：せい - 堀家氏[69]。
  - 三男：三宅甲造 - 海軍機関少将[70]。
    - 孫：三宅正太郎